# اچ‌ام‌اس اسپورتسمن (پی۲۲۹)
اچ‌ام‌اس اسپورتسمن (پی۲۲۹) (به انگلیسی: HMS Sportsman (P229)) یک زیردریایی بود که طول آن ۲۱۷ فوت (۶۶ متر) بود. این زیردریایی در سال ۱۹۴۲ ساخته شد.